# Санта Мария дела Верса
Са̀нта Марѝя дела Вѐрса (на италиански: Santa Maria della Versa; на ломбардски: la Madòna, ла Мадона) е село и община в Северна Италия, провинция Павия, регион Ломбардия. Разположено е на 199 m надморска височина. Населението на общината е 2301 души (към 2017 г.).